# Cleeve Prior
Cleeve Prior – wieś w Anglii, w hrabstwie Worcestershire, w dystrykcie Wychavon. Leży 25 km na wschód od miasta Worcester i 140 km na północny zachód od Londynu.